# Hampden Park, England
Hampden Park är en stadsdel i Eastbourne, i distriktet Eastbourne, i grevskapet East Sussex i England. Stadsdelen hade 10 777 invånare år 2021. Hampden Park var en civil parish 1911–1912 när blev den en del av Eastbourne. Civil parish hade 988 invånare år 1921.